# Eddie & the Hot Rods
Eddie & the Hot Rods sind eine britische Pub- und Punkrockband aus Southend-on-Sea in Essex. Die Band wurde 1975 gegründet. Von der Originalbesetzung war jedoch nur noch Sänger Barrie Masters († Herbst 2019) durchgehend dabei.

## Bandgeschichte

### Anfänge in Essex
Der ehemalige Amateurboxer Barrie Masters und Texter Ed Hollis sammelten 1975 verschiedene Musiker um sich und gaben mit ihnen Konzerte in der Londoner Pubszene. Immer dabei war in der Anfangszeit eine Schaufensterpuppe namens Eddie, die später im Bandnamen erhalten blieb.
Der Kern der Gruppe, bestehend aus Sänger Barrie Masters, Schlagzeuger Steve Nichols und David Higgs, spielte bereits seit 1973 in Rochford, Essex, zusammen. Higgs hatte zuvor mit Lee Brilleaux in einer Band namens The Fix gespielt, während Masters und Nichols in der Glamrockband Buckshee gespielt hatten.
Später stießen Gitarrist Pete Wall, Bassist Rob Steel und der Mundharmonikaspieler Lew Lewis hinzu. Der 15-jährige Paul Gray ersetzte Ende 1975 Steel, während Pete Wall ausschied.
Die Band spielte, wie die übrigen Pubrock-Bands jener Zeit, Rhythm & Blues und Rockmusik, allerdings in schnelleren Versionen als die Originale. Ihre Vorbilder sahen sie in der J. Geils Band, MC5, den Rolling Stones, Chuck Berry, den Who, den Kinks sowie amerikanischen Garagen-Bands, die auf dem Nuggets Sampler von Lenny Kaye zusammengestellt wurde. Aufgrund ihrer dynamischen Konzerte machte die Gruppe sich schnell einen Namen in der Londoner Clubszene.
Ed Hollis, Bruder des späteren Talk-Talk-Sängers und -Gitarristen Mark Hollis, wurde Manager und Produzent der Band und schrieb die Texte für die Lieder der ersten Alben. Andy McKay von Roxy Music wurde auf die Gruppe aufmerksam und vermittelte ihnen einen Plattenvertrag bei Island Records.

### Erfolge bei der PlattenfirmaIsland
Im Januar 1976 veröffentlichte Island Records die erste Single Writing on the Wall, die ebenso wenig ein Erfolg wurde wie ihr Nachfolger, eine Coverversion von Wooly Bully, dem 1965er Hit von Sam the Sham & the Pharaohs, die Roxy Musics Andy Mackay produzierte. Ab Februar spielte die Band, unter anderem am 12. Februar 1976 mit den Sex Pistols im Vorprogramm, einige Konzerte im Marquee Club in London, bei denen die Sex Pistols die PA-Anlage des Marquee manipulierten und damit den Auftritt der Hot Rods sabotierten. Bei diesem Konzert machte Island Aufnahmen, die zum Teil auf der EP Live at the Marquee veröffentlicht wurden.
Lew Lewis wurde aus der Gruppe entlassen und begann eine Solokarriere. Graeme Douglas von den Kursaal Flyers kam im Frühjahr 1976 als zweiter Gitarrist dazu und schrieb darüber hinaus auch eigene Lieder, so den größten Hit der Gruppe Do Anything You Wanna Do, der von einem Bruce Springsteen-Lied inspiriert war. Die EP stieg im September 1976 in die britischen Singles-Charts ein und erreichte Platz 43. Im November folgte die Single Teenage Depression, welche Platz 35 erreichte. Die gleichnamige LP erreichte im Dezember die Top 50 der Albumcharts.
Das Jahr 1977 brachte den Karrierehöhepunkt für Eddie & the Hot Rods. Ihr größter Hit wurde unter dem gekürzten Namen „The Rods“ herausgebracht und Do Anything You Wanna Do stieß im September auf Platz 9 der britischen Singlehitparaden. Der Hit sorgte dafür, dass auch die LP Life on the Line bis auf Platz 27 kam. Am 17. September 1977 trat die Gruppe in der ZDF-Musiksendung Disco mit Do Anything You Wanna Do auf.
1977 gingen die Hot Rods mit den Ramones, Talking Heads und Radio Stars als Vorprogramm auf Tournee durch Europa. Es folgte 1978 eine Tour durch die Vereinigten Staaten und Kanada, wobei sie diesmal das Vorprogramm für die Ramones und Talking Heads bestritten. Im selben Jahr traten Eddie & the Hot Rods beim Reading Festival auf.
Eddie & The Hot Rods versuchten mit einem neuen Album Thriller den Erfolg von Do Anything You Wanna Do zu wiederholen, was ihnen kommerziell aber nur zum Teil gelang. Trotz prominenter Unterstützung, u. a. durch Linda McCartney, gelangte das Album nur in die Top 50 und die nächsten Singles blieben von einer Chartplatzierung entfernt.
1979 war die Gruppe mit dem Stück Teenage Depression auf dem Soundtrack des Films Rock ’n’ Roll Highschool vertreten, neben unter anderen den Ramones, Nick Lowe und Devo.

### Trennungen und Wiedervereinigungen
1979 entließ Island Records die Band aus ihrem Vertrag, und Ed Hollis arbeitete nicht mehr als ihr Manager. Douglas verließ im Jahr darauf die Band und arbeitete später mit The Pink Fairies zusammen. Paul Gray ging 1980 zu The Damned und danach zu UFO, um sich später der Gruppe wieder für ein Album (Gasoline Days) anzuschließen. Für ihn kam Tony Cranney als Bassist. Wegen mangelnder Verkaufszahlen musste die Gruppe verstärkt touren, was sie gleichzeitig daran hinderte an neuem Material zu arbeiten.
Im April 1981 veröffentlichte die Gruppe die LP Fish and Chips bei EMI. Masters hielt die Gruppe noch für einige Jahre am Leben, danach gingen alle ihrer Wege. Masters schloss sich als Sänger für zwei Alben der Pubrockband Inmates an und Steve Nicol ging zu der New Romantic Band One the Juggler.
Nach diesen Intermezzi reformierten Masters and Nicol erneut die Gruppe mit Gitarrist Warren Kennedy und Bassist Tony Cranney und veröffentlichten ein Livealbum für Waterfront Records.
Danach reformierte Masters die Gruppe erneut, bei denen einige Singles und Alben Mitte der 1980er und Mitte der 1990er Jahre entstanden.
1994 erschien bei dem japanischen Label Creative Man Records Gasoline Days, dessen Material primär von Paul Gray geschrieben wurde. Zwecks Promotion des Albums gingen 1997 Eddie & The Hot Rods in der Besetzung Barrie Masters, Paul Gray, Keyo an der Gitarre und Jess Phillips am Schlagzeug mit dem Album Gasoline Days auf Deutschland-Tournee. Mick Rogers von der Manfred Mann’s Earth Band spielte auf besagtem Album Gitarre, für das Steve Nicol auch Schlagzeug spielte. Nach dieser kurzlebigen Reunion reduzierte sich die Gruppe wiederum auf Barrie Masters als einziges Originalmitglied, der eine hauptsächlich aus jüngeren Musikern bestehende Band formierte.
Im Oktober 2006 erschien das Album Been There Done That auf Voiceprint Records in der Besetzung: Masters, Richard Holgarth – Gitarre, Keyboards, Gesang; Chris Taylor – Gitarre; Dipster – Bass, Gesang; Simon Bowley – Schlagzeug, Gesang. Das Album enthält u. a. eine Coverversion des Steppenwolf-Liedes Born to Be Wild, das bereits seit Jahren zum Liverepertoire der Band gehörte.

## Andere Veröffentlichungen
Ein Foto der Band war auf dem Schallplattencover der Erstausgabe der LP Damned Damned Damned von The Damned bei Stiff Records „SEEZ1“. Die Platten von Stiff wurden damals von „Island Records“ hergestellt und vertrieben. Mit einem Aufkleber wies das Label auf den „angeblichen“ Irrtum hin. Tatsächlich handelte es sich um einen Marketinggag.
Do Anything You Wanna Do, von Graeme Douglas und Ed Hollis geschrieben, wurde in den 1980ern von Manfred Mann’s Earth Band mit Sänger Chris Thompson und 1991 von den Toten Hosen in Zusammenarbeit mit Douglas auf dem Album Learning English Lesson One gecovert.

## Diskografie

### Alben
- 1976: Teenage Depression
- 1977: Life on the Line
- 1979: Thriller
- 1981: Fish and Chips
- 1992: Curse of the Hot Rods
- 1993: Live And Rare
- 1994: BBC Radio 1 Live In Concert
- 1994: Ties that Bind
- 1996: Get Your Balls Off (live)
- 1996: Gasoline Days
- 1997: Doing Anything They Wanna Do
- 1998: Live At The Paradiso
- 2003: Better Late than Never
- 2006: Been There Done That